# Milk (fiume)
Il Milk è un fiume dell'America del Nord, tributario del Missouri. Esso nasce nella Contea di Glacier in Montana (Stati Uniti), lungo il suo corso attraversa anche il Canada in Alberta e confluisce nel Missouri nella Contea di Valley (Montana).